# Головизнинцы
 Головизнинцы  — деревня в Кирово-Чепецком районе Кировской области в составе Пасеговского сельского поселения.

## География
Расположена на расстоянии примерно 1 км на восток от центра поселения села Пасегово.

## История
Известна с 1671 года как починок Чюхинский с 4 дворами, в 1764 100 жителей. В 1873 году здесь (тогда деревня Починок Чуфинский или Головизнины, Печищевы) дворов 25 и жителей 217, в 1905 (Чуфинская или Головизнины) 33 и 184, в 1926 (Головизнины или Чуфинский) 37 и 192, в 1950 32 и 112, в 1989 15 постоянных жителей.

## Население
Постоянное население составляло 6 человек (русские 100%) в 2002 году, 40 в 2010.